# Nornagests þáttr

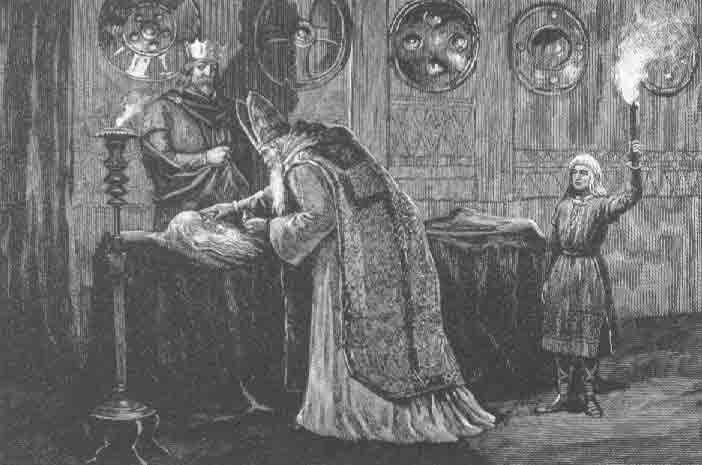
Nornagests Tod
von Gunnar Vidar Forssell

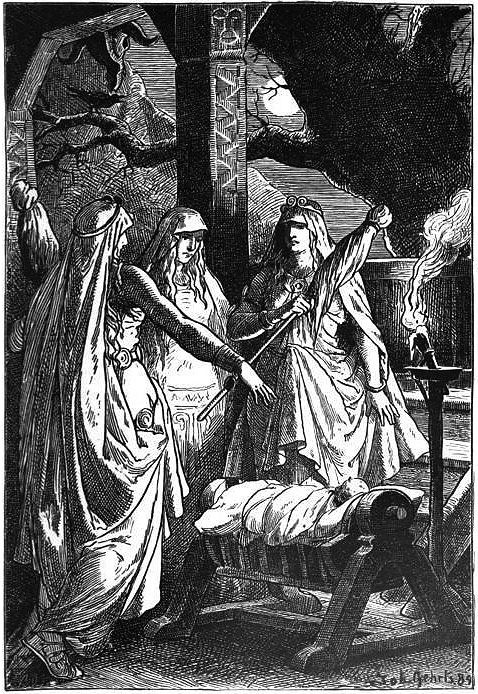
Die Nornen (1889)
von Johannes Gehrts

Der Nornagests þáttr oder die Nornagest-Saga ist eine Vorzeitsaga über den nordischen Helden Nornagest.

## Inhalt
Nornagest war der Sohn eines Dänen namens Thord von Thinghusbit, der einst auf dem Anwesen von Grøning in Dänemark wohnte. Als er geboren wurde, trafen drei Nornen ein und kündeten des Kindes Schicksal. Zwei schenkten ihm Begabungen. Skuld jedoch, die jüngste der Nornen, die sich einbildete, die beiden anderen nähmen sie nicht ernst, war entschlossen, die Versprechungen der beiden anderen aufzuheben. Daher prophezeite sie, dass sein Leben nicht länger als die brennende Kerze neben seiner Wiege dauern möge. Geistesgegenwärtig löschte die älteste Norne die Flamme und bat die Mutter, die Kerze gut zu verstecken.
Als Nornagest erwachsen war, wurde er der Hüter der Kerze, und man sagt, er habe 300 Jahre gelebt. Er nahm an den Schlachten Sigurds teil, verbrachte Zeit mit Ragnar Lodbroks Sohn Björn Eisenseite und seinen Brüdern, mit Starkad, mit dem schwedischen König Sigurd Hring, mit König Erik at Uppsölum, mit König Harald Schönhaar und mit König Hlodver in Deutschland.
Der Legende zufolge brachte König Olaf Tryggvason Nornagest an seinen Hof, als er versuchte, die Norweger zum Christentum zu bekehren. Im dritten Jahr der Regierung von König Olaf wurde Nornagest beim König vorstellig und bat darum, in seine Leibgarde aufgenommen zu werden. Er war ungewöhnlich groß und stark und vom Alter gezeichnet. Später erlaubte Nornagest sich auf Wunsch des Königs getauft zu werden und zündete die Kerze an, die mit der Prophezeiung der Norne Skuld verbunden war. Er starb genau zu dem Zeitpunkt, als die Kerze niedergebrannt war.